# Kurkumin
A kurkumin sárgásvörös kristályos anyag. A kurkuma fűszerben fordul elő a természetben; a növény latin nevéből (Curcuma longa) kapta a nevét. A kurkuma név az arab kurkum ill. a perzsa karkam szóból származik, mindkettő sáfrányt jelent.
A kurkuminoidok  polifenol vegyületek és ezek adják a kurkuma sárga színét. Két tautomer formában létezik, a keto és az enol formában. Az enolforma energetikailag stabilabb mind szilárd, mind oldott állapotban.
A kurkumin pH-indikátorként is működik, 8-9 pH-nál átcsap sárgából (savas) vörösbe (lúgos).
A bórsavval vörös rozocianint képezve reakcióba lép, amely lúgos közegben kék színreakciót ad. A kurkumapapír hatóanyaga.
Mivel erős színe van, ételfestéknek is használják, E100 kóddal.